# Watzmann-gleccser
A Watzmann-gleccser Németország öt gleccsere közül az egyik. A Berchtesgadeni-Alpokban, a Watzmann-hegy keleti oldalán alakult ki egy úgynevezett cirkusz-völgyben. 
A gleccser méretét 1820-ban 0,03 km²-re becsülték. Később néhány firnmezővé darabolódott szét, de aztán az általános trendtől eltérő módon, 1965 és 1980 között újra jelentősen növekedett. Területe 2012-ben 0,01 km². A jég mozgási sebessége meglehetősen alacsony, ezért néhány tudós vitatja gleccserként való meghatározását.

## Fordítás
Ez a szócikk részben vagy egészben a Watzmann Glacier című angol Wikipédia-szócikk ezen változatának fordításán alapul.  Az eredeti cikk szerkesztőit annak laptörténete sorolja fel. Ez a jelzés csupán a megfogalmazás eredetét és a szerzői jogokat jelzi, nem szolgál a cikkben szereplő információk forrásmegjelöléseként.